# 割ヶ嶽図書介
割ヶ嶽 図書介（わりがたけ ずしょのすけ、生没年不詳）は、戦国時代の武将。本姓及び実名は不明。信濃国割ヶ嶽城主。
上杉政虎（謙信）に従属していた。永禄4年（1561年）、武田方の攻撃を受ける。図書介は寡兵ながら善戦するが、奮戦叶わず落城した。この戦いで原虎胤が負傷している。
| スタブアイコン | サブスタブ | この項目は、まだ閲覧者の調べものの参照としては役立たない、人物に関連した書きかけの項目です。この項目を加筆・訂正などしてくださる協力者を求めています（P:人物伝/PJ:人物伝）。 |